# Теляковский, Сергей Александрович
Сергей Александрович Теляковский (22 декабря 1932, Саратов — 5 мая 2020, Москва) — советский и российский математик, доктор физико-математических наук (1967), автор-составитель и редактор школьных учебников по алгебре.

## Биография

Делегация МИАН на праздновании 120-летия И. М. Виноградова в Великих Луках. Теляковский второй справа

Родился 22 декабря 1932 года в Саратове в семье инженера Саратовского завода комбайнов. В 1938 году отец был репрессирован.
Окончил механико-математический факультет Саратовского университета (1955, руководитель дипломной работы Н. П. Купцов), и аспирантуру МИ АН СССР (1958, руководитель С. Б. Стечкин). В 1959 г. защитил кандидатскую диссертацию на тему «О приближении дифференцируемых функций линейными методами суммирования рядов Фурье».
С 1958 г. работал в МИАН, последняя должность — ведущий научный сотрудник Отдела теории функций.
Доктор физико-математических наук (1967, тема диссертации «Оценки тригонометрических рядов и полиномов в связи с задачами теории приближений функций»).
Научные интересы: приближение функций, специальные тригонометрические ряды, экстремальные свойства, функции ограниченной вариации, поперечники.
Автор теоремы С. А. Теляковского о приближении функций с улучшением приближения у концов отрезка.
С 1963 г. по совместительству преподавал и вёл научную работу в МФТИ, читал курсы лекций по аналитической геометрии и математическому анализу. Двое его дипломников — К. И. Осколков и В. Н. Темляков стали докторами наук.
Отредактированные им школьные учебники по алгебре стали победителями Всесоюзного конкурса учебников 1988 г. и с тех пор многократно переиздавались, также являлся автором-составителем некоторых учебников по алгебре.

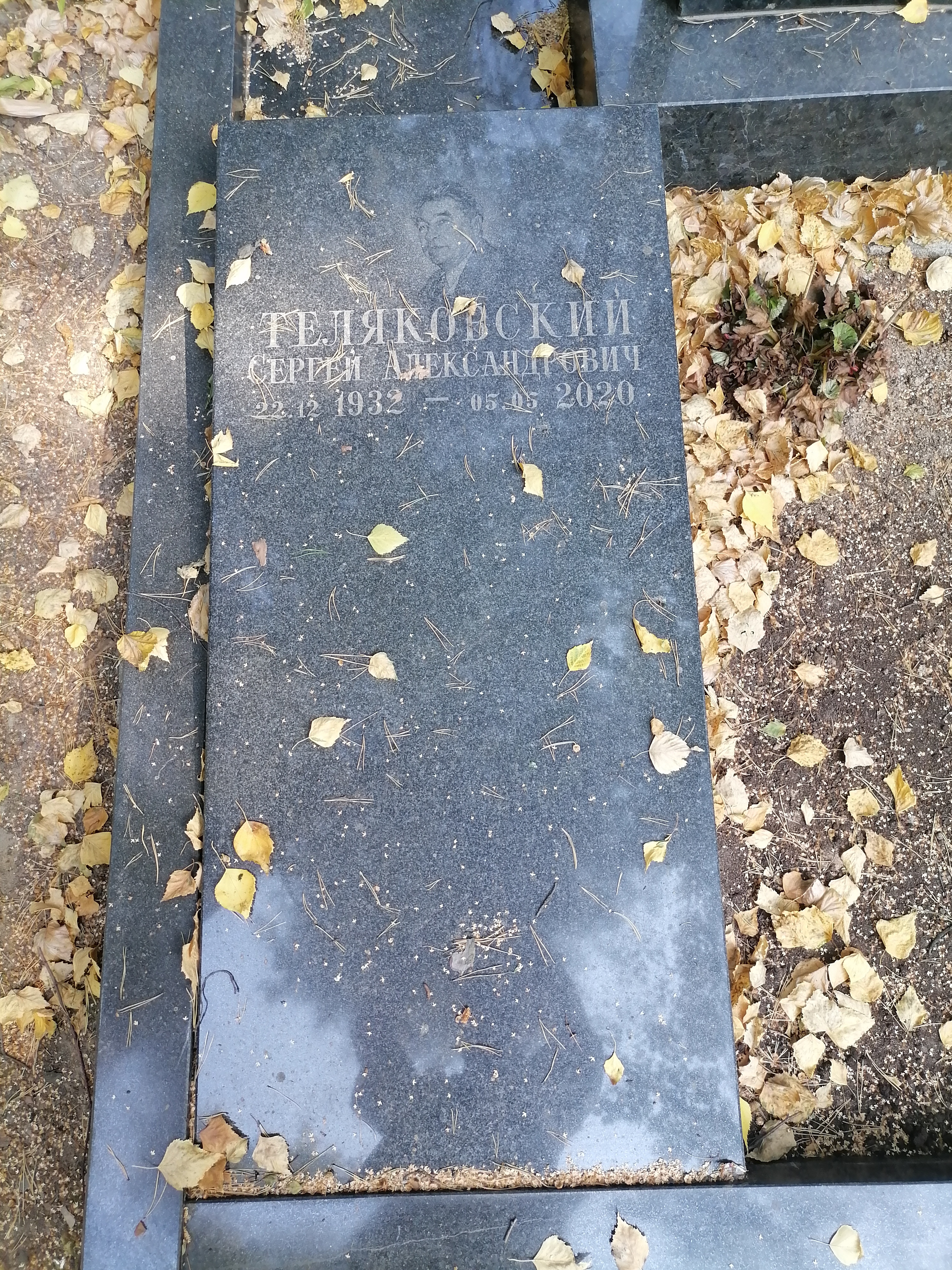
Могила на Кунцевском кладбище

Скончался 5 мая 2020 года в Москве. Похоронен на Кунцевском кладбище (10 уч.).

## Научные и прочие работы

### Публикации
- Курс лекций по математическому анализу / С. А. Теляковский. — Изд. 2-е, дораб. — Москва : Мат. ин-т им. В. А. Стеклова, 2009. — (Лекционные курсы НОЦ / Мат. ин-т им. В. А. Стеклова РАН); ISBN 5-98419-030-3
- Сборник задач по теории функций действительного переменного : [Для мат. спец. вузов] / С. А. Теляковский. — М. : Наука, 1980. — 111 с.
- Ранг матрицы [Текст] : Лекции для студентов 1-го курса / М-во высш. и сред. спец. образования РСФСР. Моск. физ.-техн. ин-т. — Москва : [б. и.], 1970 [вып. дан. 1971]. — 33 с.

### Редактор учебников и учебных пособий
- Алгебра : дөйөм белем биреү учреждениеларының 9 синыфы өсөн дәреслек / [Ю. Н. Макарычев и др.] ; С. А. Теляковский редакцияһында. — Русса 11-се баҫмаһынан тәржемә. — Уфа; М. : Китап : Просвещение, 2005 (Уфим. полигр. комб.). — 268 с.; ISBN 5-295-03571-9 (баш.)
- Решения задач по алгебре : Из учеб. для 7 кл. под ред. Теляковского С. А. — М. : Омега, 1998. — 287 с. — (В помощь школьнику).; ISBN 5-900440-04-4
- Алгебра. 9 класс : учебник для общеобразовательных организаций / [Ю. Н. Макарычев и др.]; под ред. С. А. Теляковского. — Москва : Просвещение, 2014. — 287 с. — (ФГОС).; ISBN 978-5-09-024789-4
- Решения задач по алгебре : из учебника для 8 класса / под ред. Теляковского С. А. — Москва : Омега, 1998. — 383 с. — (В помощь шк.).; ISBN 5-900440-01-X
- Алгебра. 8 класс : учебник для общеобразовательных учреждений / [Ю. Н. Макарычев и др.]; под ред. С. А. Теляковского. — 18-е изд. — Москва : Просвещение, 2010. — 271 с.; ISBN 978-5-09-023435-1